# Choe Jong-gyu
Choe Jong-gyu (최종규?; Seul, 20 novembre 1946) è un ex cestista sudcoreano.

## Carriera
Con la Corea del Sud ha disputato i Giochi di Città del Messico 1968 e i Campionati del mondo del 1970.